# Aksan Muchamietkułow
Aksan Bajmurzowicz Muchamietkułow (ros. Аксан Баймурзович Мухаметкулов, ur. 17 października 1895 we wsi Makarowo w guberni ufijskiej, zm. 1938) – przewodniczący Rady Komisarzy Ludowych Baszkirskiej ASRR (1925-1930).
Służył w rosyjskiej armii, brał udział w I wojnie światowej, od 1918 był przewodniczącym komitetu wykonawczego rady gminnej w guberni ufijskiej. Od 1920 członek RKP(b), członek kolegium ludowego komisariatu aprowizacji Baszkirskiej ASRR, od 1922 przewodniczący komitetu wykonawczego rady kantonowej w guberni ufijskiej, zastępca ludowego komisarza rolnictwa Baszkirskiej ASRR. Od listopada 1925 do 30 stycznia 1930 przewodniczący Rady Komisarzy Ludowych Baszkirskiej ASRR, 1931-1933 studiował we Wszechzwiązkowej Akademii Planowej, od 1933 pracował w Kazachskiej ASRR/Kazachskiej SRR.
Został aresztowany 15 listopada 1937 i skazany na 11 lat więzienia 11 listopada 1938. Wkrótce potem zmarł. W 1957 pośmiertnie zrehabilitowany.